# Subarna Shamsher Jang Bahadur Rana
Subarna Shamsher Jang Bahadur Rana (सुवर्ण समसेर जङ्गबहादुर राणा - Suvarṇa Samasera Jaṅgabahādura Rāṇā; Katmandu, 1910 – Katmandu, 9 novembre 1977) è stato un politico nepalese, Primo ministro del Nepal dal 1958 al 1959.